# توشيهيكو ناكاجيما
توشيهيكو ناكاجيما (中嶋聡彦 ناكاجيما توشيهيكو)؛ (12 أغسطس 1962 - 8 سبتمبر 2017)، ممثل ومخرج صوت ياباني.

## أدواره في الأنمي

### مسلسلات أنمي تلفزيونية
- البدلة المتنقلة جاندام سيد - كوجيرو مردوك
- البدلة المتنقلة جاندام سيد ديستني - كوجيرو مردوك
- هاجيمي نو إيبو - هاروهيكو ياغي
- هاجيمي نو إيبو New Challenger - هاروهيكو ياغي
- هاجيمي نو إيبو Rising - هاروهيكو ياغي
- كاوبوي بيباب - كارلوس، لوي
- أوتلو ستار - كلايد
- إينوياشا - هاتشييمون
- رؤيا إسكافلوني - تيو
- عميل الهلوسة - ماسامي هيروكاوا
- بوكيمون - عمدة تروفيتوبوليس
- حكايات أشباح المدرسة - والد ليو كاكينوكي

### أفلام أنمي
- كاوبوي بيباب: باب النعيم - كارلوس
- إينوياشا: مشاعر تتخطى الزمان - هاتشييمون
- إينوياشا: قلعة الخيال داخل المرآة - هاتشييمون

## أعماله كمخرج صوت في الأنمي

### مسلسلات أنمي تلفزيونية (مخرج صوت)
- المتحري العفريت نيورو نوغامي
- ديفل ماي كراي
- كيوس;هيد
- ساندز أوف ديستراكشن
- هاجيمي نو إيبو New Challenger (بالتعاون مع ماسافومي ميما في الحلقتين الأولى والثانية)
- رايدباك
- إكس-من (بالتعاون مع ماسافومي ميما)
- بليد
- دايز (بالتعاون مع ماسافومي ميما)

### أنمي الإنترنت (مخرج صوت)
- بوكيمون جينيريشنز

## وصلات خارجية
- توشيهيكو ناكاجيما على موقع IMDb (الإنجليزية)
- توشيهيكو ناكاجيما على موقع ميوزك برينز (الإنجليزية)
- توشيهيكو ناكاجيما على موقع قاعدة بيانات الفيلم (الإنجليزية)
- توشيهيكو ناكاجيما على موقع ANN person (الإنجليزية)
- صفحة IMDb